# 哈里·哈蒙德·赫斯
哈里·哈蒙德·赫斯（英語：Harry Hammond Hess，1906年5月24日—1969年8月25日），或翻譯為海斯，美国地质学家，生於紐約市。他在第二次世界大战期间担任美国海军軍官。赫斯被认为是板块构造论的奠基人之一，提出了著名的海底扩张学说。他的研究主要是島弧和海床重力異常和蛇紋石化橄欖岩之間的關係，這表示地函的對流是海底擴張的驅動力，成為板块构造论發展的理論基礎。

## 教育與教學
赫斯於1923年進入耶魯大學就讀電機工程，之後改修讀地質學，於1927年獲得學士學位，再於1932年獲得普林斯頓大學地質學博士學位。獲得博士學位後赫斯在羅格斯大學任教一年，之後在位於華盛頓特區的卡內基研究所地球物理學實驗室任職，1934年進入普林斯頓大學擔任地質學教授直到去世，並在1950到1966年擔任普林斯頓大學地質學系系主任。1949到1950年間和1965年分別在南非开普敦大学和英國劍橋大學擔任訪問學者。

## 1932年美國海軍與普林斯頓大學於西印度群島的重力探測
赫斯與荷蘭烏特勒支大學的菲利克斯·安德里斯·韋寧·邁內茲一起登上美國海軍潛艇USS S-48協助進行美國海軍第二次海床重力量測遠航。該次遠航使用邁內茲設計的重力儀進行重力量測。該次航行於1932年2月5日自古巴关塔那摩湾出發，到達佛羅里達州基韋斯特後經由巴哈馬和特克斯和凯科斯群岛，於3月25日回到关塔那摩湾。該次重力探測的成果由美国海军航道测量局以標題《The Navy-Princeton gravity expedition to the West Indies in 1932》出版。

## 軍旅生涯
赫斯於第二次世界大戰期間加入美國海軍服役，並擔任裝備有當時的新技術：聲納的武裝運輸船约翰逊角号货船船長。這項任命在之後證明了對於赫斯海底扩张学说理論發展是關鍵性的一刻。赫斯仔細地追蹤他在太平洋上曾經在马里亚纳群岛、菲律賓和硫磺島停靠的航線，並持續使用回聲聲納。這個無計畫的戰時科學探測讓赫斯得以收集北太平洋的海床資料，並發現了海底平頂山。赫斯以19世紀美國籍瑞士地理學家阿諾德·亨利·居約的姓氏（Guyot）命名該海底地形。戰爭結束後赫斯留在美國海軍擔任預備役軍官，並升任海軍少將。

## 科學發現
1960年時赫斯做出了他最重要的科學成就，並且被認為是20世紀地質科學發展重要的一部分。在美國海軍研究辦公室內一篇由赫斯發展的理論寫成的廣為流傳的報告，其內容被廣泛接受。該報告提出地球的地殼自長度極長且有火山活動的中洋脊向兩側橫向移動。赫斯直到布鲁斯·希森（1953年，拉蒙特-多爾蒂地球觀測所）發現了沿著大西洋洋中脊的全球性大裂隙以後才得以了解他所探測北太平洋海床的狀況。相關內容之後被命名為「海底扩张学说」，並且該學說使先前阿尔弗雷德·魏格纳提出的大陆漂移学说（在當時幾乎被忽略）科學基礎更加穩固。這項發現促成了地球科學革命性的發展。赫斯的報告於1962年以標題《History of Ocean Basins（页面存档备份，存于）》 正式出版，並且在當時是固體地球物理學界最常被引用的單一論文。赫斯也致力於其他方面的地球科學研究，包含莫霍计划（1957年至1966年）的可行性與深海钻探计划技術研究。

## 死亡與身後
赫斯於1969年8月25日在马萨诸塞州伍兹霍尔主持美国国家科学院太空科學委員會（Space Science Board）的會議時因為心肌梗死而逝世。赫斯葬於阿灵顿国家公墓，並且被追授美国国家航空航天局的傑出公共服務獎章。
1984年時，美國地球物理聯盟成立哈里·H·赫斯獎章作為對他的紀念。該獎章授予「對地球和其姊妹行星構造與演化有傑出貢獻的研究者」。

## 代表性著作
- Hess, H.H. . Am. J. Sci. 1946, 244 (11): 772–91. doi:10.2475/ajs.244.11.772. Also in: Hess, H.H. International Hydrographic Review. 1947, 24: 81–91. 缺少或|title=为空 (帮助) ; And Hess, H.H. Smithsonian Institution, Annual Report for 1947. 1948: 281–300. 缺少或|title=为空 (帮助)
- Hess, H.H.; Maxwell, J. C. .  2. Wellington: Harry H. Tombs, Ltd. 1953: 14–17.
- Hess, H.H. . . Proceedings of the Royal Society of London, Series A 222. 1954: 341–48. |issue=被忽略 (帮助)
- Hess, H.H. . Journal of Marine Research. 1955, 14: 423–39.
- Hess, H.H. A. W. Poldervaart , 编. . Geological Society of America, Special Paper No. 62 (Symposium). New York: The Society: 391–407. 1955. |chapter=被忽略 (帮助)
- Hess, H.H. . Transactions American Geophysical Union. 1959, 40: 340–345. Also in: Hess, H.H. Am. Scientist. 1960, 47: 254–263. 缺少或|title=为空 (帮助)
- Hess, H.H. . Washington: American Association for the Advancement of Science. (A): 33–34. 1960. |chapter=被忽略 (帮助)
- Hess, H.H. . Report to Office of Naval Research. Contract No. 1858(10), NR 081-067: 38. 1960.

## 延伸閱讀
- Harry Hammond Hess Biography taken from Leitch, Alexander. . Princeton University Press. 1978. ISBN 0-691-04654-9.